# Соколово (Свердловская область)
Соколово — деревня в Режевском городском округе Свердловской области России.

## Географическое положение
Соколово расположено в 15 километрах (по автодорогам в 22 километрах) к северо-западу от города Режа, на левом берегу реки Бобровки (левого притока реки Реж).

## История деревни
Со второй половины XVIII века прихожане деревни Соколова входили в приход села Липовского. В начале XX века в деревне имелась деревянная часовня, освящённая в честь Святой Троицы.

## Население
| 2002 | 2010 | 2021 |
| ---- | ---- | ---- |
| 64   | ↘51  | ↘28  |